# Peter Glenville
Peter Patrick Brabazon Browne (Londres, 28 de outubro de 1913  — Nova Iorque, 3 de junho de 1996), mais conhecido como Peter Glenville, foi um ator de teatro e cinema e cineasta britânico.

## Biografia
Nasceu em Hampstead, Londres em uma família de teatro, Glenville era filho de Shaun Glenville (nascido John Browne, 1884-1968), um comediante irlandês, e Dorothy Ward, ambos intérpretes de pantomimas.
Peter Glenville foi educado por jesuítas no Stonyhurst College, uma das principais escolas públicas católicas da Inglaterra, e de lá foi para Christ Church, Oxford, onde estudou Filosofia do direito. Na universidade, ele ingressou na Oxford University Dramatic Society (OUDS) e em 1934, tornou-se seu presidente e também fez sua estreia profissional no palco. Ao longo dos anos seguintes, Glenville esteve atuante no teatro e no cinema, como ator, onde desenvolveu gradualmente o seu interesse em dirigir, resultando na sua nomeação como diretor em 1944 para a Companhia Old.
Após a Segunda Guerra Mundial, Glenville conheceu Hardy William Smith. Eles se tornaram profissionais e parceiros de vida, Glenville como diretor e Smith como produtor de peças de teatro em Londres e Nova Iorque.

## Carreira
Glenville estreou na direção teatral da Broadway, com a peça do dramaturgo inglês Terence Rattigan, The Browning Version (1949). Outras produções notáveis que se seguiram inclui The Innocents (1950), a adaptação para teatro de The Turn of the Screw, de Henry James, Romeo and Juliet, de Shakespeare, onde estrelou Douglass Watson, Jack Hawkins e marcou a estreia na Broadway de Olivia de Havilland (1951), Separate Tables (1954), de Terence Rattigan, The Prisoner (1954) e Hotel Paradiso (1957), de Georges Feydeau. Glenville também dirigiu a versão cinematográfica, de 1955, de The Prisoner, seu primeiro filme como diretor. Tanto a peça teatral, quanto o filme estrelado por seu amigo, Alec Guinness.
Na década de 1960, Glenville e Smith mudaram de Londres para Nova Iorque e continuaram a trabalhar no teatro e no cinema. É desse período o musical Take Me Along (1959-60), baseado na peça Ah, Wilderness!, de Eugene O'Neill, com Jackie Gleason, Walter Pidgeon, Robert Morse, Una Merkel e Eileen Herlie. Em 1960, Glenville também dirigiu Barbara Bel Geddes e Henry Fonda em Silent Night, Lonely Night, de Robert Woodruff Anderson.
Em 1961, dirigiu a peça Becket de Jean Anouilh, estrelado por Laurence Olivier como Thomas Becket e Anthony Quinn como Henrique II.
Em 1962-63, dirigiu Quinn e Margaret Leighton em Tchin-Tchin. Este trabalho foi seguido pelo musical Tovarich (1963) com Vivien Leigh e Jean-Pierre Aumont. Em Dylan, baseado na vida de Dylan Thomas (1964), Glenville trabalhou novamente com seu frequente colaborador, Alec Guinness.
Ele também dirigiu a adaptação de Edward Albee da peça de Giles Cooper, Everything In The Garden (1967), A Patriot for Me de John Osborne (1969) com Maximilian Schell, Salome Jens e Tommy Lee Jones em sua estreia na Broadway, e Out Cry de Tennessee Williams (1973 ).
Ele também dirigiu os filmes Me and the Colonel (1958) com Danny Kaye, Summer and Smoke (1961) com Geraldine Page e Laurence Harvey, Term of Trial (1962) com Laurence Olivier, Simone Signoret e Sarah Miles, Becket (1964) com Richard Burton e Peter O'Toole, Hotel Paradiso (1966) com Guinness e Gina Lollobrigida e The Comedians (1967) com Elizabeth Taylor, Burton, Guinness e Peter Ustinov.
Em 1970 Glenville dirigiu outra peça nova de Terence Rattigan no West End, A Bequest to the Nation e em 1971 começou a trabalhar no projeto do filme Man of La Mancha, mas quando discordou da United Artists com relação à produção, deixou o projeto. Em 1973 dirigiu a produção original de Out Cry de Tennessee Williams após o que se aposentou e mudou-se para San Miguel de Allende, México.
Glenville foi indicado para quatro Tony Awards, dois Golden Globe Awards (Becket e Me and the Colonel), um Óscar (Becket) e um Leão de Ouro no Festival de Veneza por Term of Trial.
Ele morreu em Nova Iorque, aos 82 anos, de infarto agudo do miocárdio.